# Vilalba Sasserra
Vilalba Sasserra è un comune spagnolo di 491 abitanti situato nella comunità autonoma della Catalogna.